# Microprosopa bartaki
Microprosopa bartaki is een vliegensoort uit de familie van de drekvliegen (Scathophagidae). De wetenschappelijke naam van de soort is voor het eerst geldig gepubliceerd in 1999 door Sifner.